# Baia di Vitória
La baia di Vitória è una baia situata lungo la costa atlantica del Brasile, nello stato di Espírito Santo, sulle cui rive si trova Vitória, capoluogo dello stato.
Sulla baia si affacciano i municipi di Vitória, Vila Velha, Cariacica e Serra. Il canale formato dalla baia circonda parte della città di Vitória, andando a formare l'isola sulla quale si trova il centro città.
La baia è attraversata da tre ponti, tra cui il Ponte Darcy Castello de Mendonça e il Ponte Florentino Ávidos.